# SS West Alpha
SS West Alpha — норвежская полупогружная нефтяная буровая платформа, принадлежащая North Atlantic Drilling (NADL) и плавающая под флагом Панамы.
8 августа 2014 года платформа начала бурение скважины «Университетская-1» в Карском море в рамках проекта «Роснефти» и ExxonMobil.

## Характеристики
Глубина воды — 60...600 м. 
Глубина бурения — 7000 м.